# Lindley (Nueva York)
Lindley es un pueblo ubicado en el condado de Steuben en el estado estadounidense de Nueva York. En el año 2000 tenía una población de 1,913 habitantes y una densidad poblacional de 20 personas por km².

## Geografía
Lindley se encuentra ubicado en las coordenadas 42°2′47″N 77°8′42″O / 42.04639, -77.14500.

## Demografía
Según la Oficina del Censo en 2000 los ingresos medios por hogar en la localidad eran de $37,443, y los ingresos medios por familia eran $41,250. Los hombres tenían unos ingresos medios de $30,037 frente a los $24,750 para las mujeres. La renta per cápita para la localidad era de $15,625. Alrededor del 15.9% de la población estaban por debajo del umbral de pobreza.